# Dyrekcja Kolei w Krakowie
Dyrekcja Kolei w Krakowie – terytorialny organ zarządzania koleją z siedzibą w Krakowie.

## Historia
Chronologię kolei w Krakowie datuje się od dnia 13 października 1847, daty uruchomienia Kolei Północnej (k.u.k. privilegierte Kaiser Ferdinands-Nordbahn) do Mysłowic, łączącej dalej z Wrocławiem i Berlinem. W 1856 oddano do użytku odcinek Kolei Karola Ludwika (k.k. privilegierte Galizische Carl Ludwig-Bahn), do Dębicy, a od 1861 do Lwowa. Otwierano linie lokalne – np. do Wieliczki (1857) i z Podłęża do Niepołomic (1858). Stopniowo rozbudowywano węzeł kolejowy Krakowa do którego włączono Podgórze (1884) (obecnie Kraków Płaszów), jednocześnie uruchamiając linie do Oświęcimia i Suchej Beskidzkiej, gdzie łączyły się z Galicyjską Koleją Transwersalną (Galizische Transversalbahn), i dalej z Zakopanem (1899). W okresie międzywojennym uruchomiono linię Kraków – Tunel (1934).
W miarę rozbudowy połączeń i rosnącego potencjału przewozowego powoływano kolejne organy zarządzania.

## Nazwy w minionym okresie[1][2][3]
- Kolej Galicyjska im. Karola Ludwika (Galizische Carl Ludwig-Bahn)
- 1884-1893 – C.K. Dyrekcja Ruchu Kolejowego w Krakowie (Betriebs-Direction in Krakau[4])
- 1893-1919 – Dyrekcja C.K. Kolei w Krakowie (k.k. Staatsbahndirektion Krakau der Kaiserlich-königliche österreichische Staatsbahnen)
- 1919-1929 – Dyrekcja Kolei Państwowych w Krakowie
- 1929-1939 – Dyrekcja Okręgowa Kolei Państwowych Kraków
- 1939-1945 – Generalna Dyrekcja Kolei Wschodniej (Generaldirektion der Ostbahn – Gedob)
  - 1939-1945 – Dyrekcja Operacyjna Kolei Wschodnich (Ostbahnbetriebsdirektion – OBD)
- 1945-1975 – Dyrekcja Okręgowa Kolei Państwowych – DOKP Kraków
- 1975-1998 – Południowa Dyrekcja Okręgowa Kolei Państwowych – PDOKP
- 1998-2001 – Dyrekcja Okręgu Infrastruktury Kolejowej
- 2002 – Oddział Regionalny spółki PKP Polskie Linie Kolejowe SA

## Prezesi/dyrektorzy[2][5][6][7][8]
- 1885-1904 - Wiktor Kolosvary (1835-1906)
- 1899-1909 - Józef Horoszkiewicz (1841-1922)
- 1909-1918 - Włodzimierz Ritter von Kostrakiewicz–Zborowski (1860-1928)

- 1918-1920 – Włodzimierz Ritter von Kostrakiewicz–Zborowski
- 1920-1925 – Paweł Prachtel-Morawiański (1870-)
- 1925-1929 – Karol Barwicz (1872-1940)
- 1929-1930 – Mieczysław Gronowski (-1949)
- 1930-1933 – Aleksander Bobkowski (1885-1966)
- 1934 – Mieczysław Stodolski (1885-1960)
- 1934-1936 – Józef Wołkanowski (1880-1963)
- 1936-1939 – Ignacy Czerniewski (1882-1956)
- 1939 – Stanisław Tarwid (1890-1945)

- 1939-1940 – Emil Beck (1887-1982)
- 1940-1945 – Adolf Gerteis (1886-1957)

- 1945 – Tomasz Pietraszek
- 1945 – Ignacy Czerniewski (1882-1956)
- 1945-1951 – Adam Kmita
- 1951-1953 – Ryszard Szczawiński
- 1953-1957 – Zygmunt Korycki
- 1957-1959 – Henryk Szmidt
- 1959-1963 – Piotr Lewiński (1915-1991)
- 1964-1969 – Tadeusz Mieszkowski
- 1969-1981 – Edward Perykasza (1923-1993)
- 1981-1987 – Stanisław Pachota (1931-2020)
- 1987-1988 – Marek Rączkiewicz (1937-2008)

## Siedziba
Pierwsze biuro Kolei Krakowsko-Górnośląskiej (Krakau-Oberschlesische Eisenbahn) mieściło się w jednej z kamienic Treutlera na Rynku Głównym, następnie w pałacyku M.J. Brodowicza przy ul. Lubicz 190, obecnie 4, obiekt nie istnieje (1844). Od 1889 dyrekcja kolei mieści się w monumentalnym neoklasycystycznym gmachu z 1889 (proj. Józef Niedźwiedzki) przy pl. Jana Matejki 12.